# Zuidas

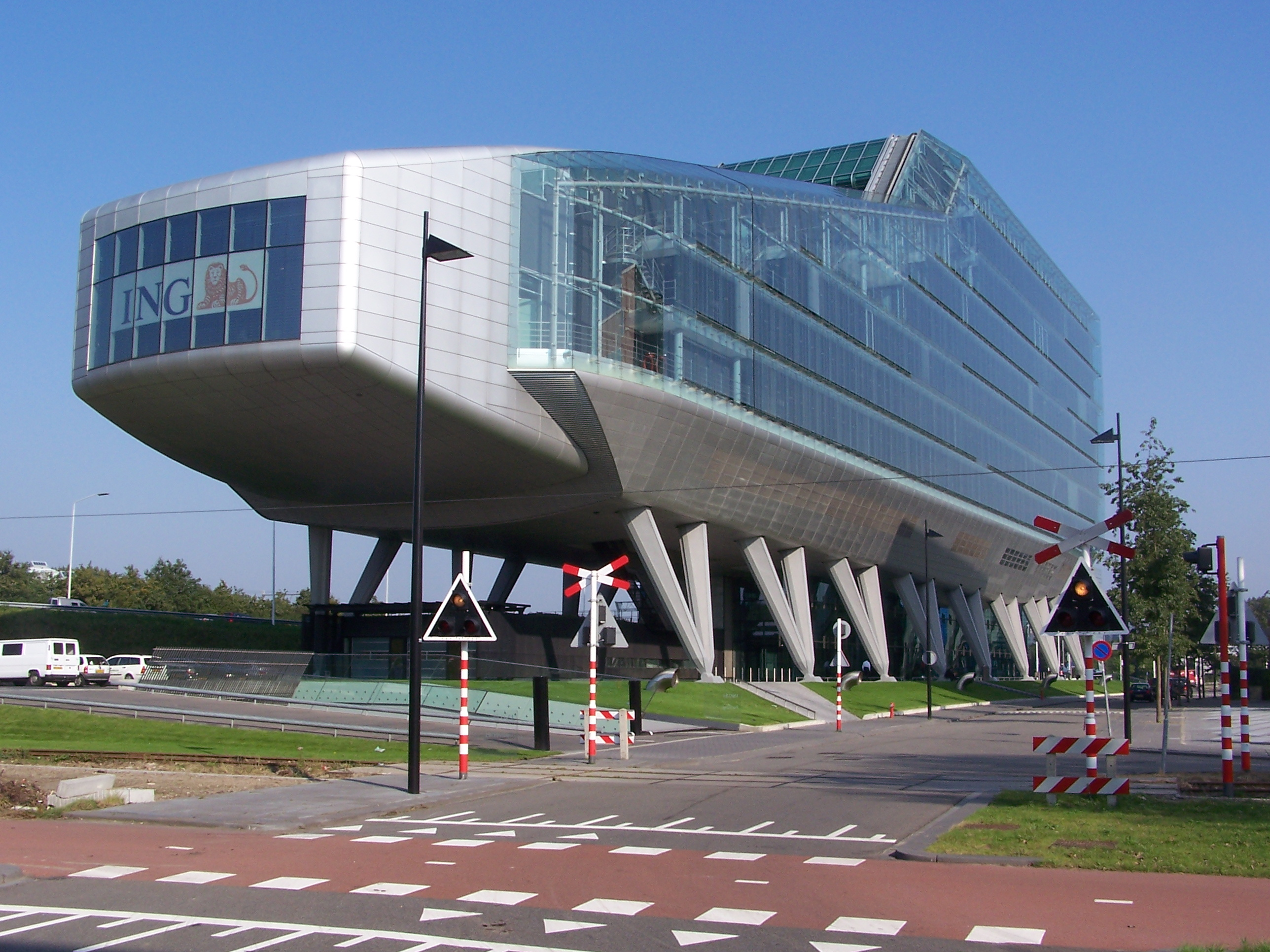
ING House, Trung ương của ING Bank

Zuidas là một Trung tâm thương mại tài chính đang phát triển tại Thủ đô của Hà Lan; Amsterdam. 
Trung tâm này tọa lạc cạnh hai bên của đường cao tốc Ringweg-Zuid (A10), chính giữa hai dòng sông Amstel và Schinkel trong quận Amsterdam-Zuid.
Ở giũa là nhà ga Amsterdam-Zuid.
Zuidas có thể so sánh được với những Trung tâm tương mại La Défense ở Paris và Canary Wharf ở Luân Đôn.
Nhìn chung, Zuidas thính hợp hơn để so sánh với Trung tâm tài chính Noordruimte ở Bruxelles (Bỉ).
Dự án phát triển Trung tâm này là một trong những dự án lớn nhất của chính phủ Trung ương Hà Lan.
Toàn bộ tòa nhà cao ốc của Zuidas theo dự án chiếm diện tích 225 ha của Amsterdam.
Nhà ga Amsterdam-Zuid sẽ phát triển theo kế hoạch thành nhà ga Trung tâm thứ hai của Amsterdam.
Nhà ga này sẽ có những trạm chuyển tiếp theo đường xe lửa cao tốc xuyên từ Bắc đến Nam của Hà Lan, từ sân bay của Amsterdam (Schiphol) đến Thành phố Antwerp (Bỉ), từ Hà Lan đến Đức..., bao gồm luôn cả xe điện ngầm cao tốc. 
Với hệ thống giao thông này của nhà ga, sẽ giúp 3 triệu người có thể đi đến Amsterdam-Zuid trong vòng 45 phút.
Zuidas đang ở phần thứ ba theo kế hoạch của dự án. 
Cuối năm 2009 dự án Symphony Complex và Mahler4 đã hoàn thành.
Bên cạnh hai dự án trên, hai văn phòng Trung ương của ING Bank và ABN-Amro Bank đã hoàn thành.
Cao ốc World Trade Center Amsterdam (xây dựng từ năm 1985) được mở rộng thêm trong những năm gần đây. 
Do ảnh hưởng của khủng hoảng kinh tế toàn cầu, nên vào thời điển này những dự án lớn không thể thực hiện được. 
Theo kế hoạch thì Zuidas sẽ hoàn thành vào năm 2035.

## Thành phần những dự án quan trọng của Zuidas
- World Trade Center và Zuidplein nằm ở phía bắc của nhà ga Amsterdam-Zuid.

Dự án này là dự án duy nhất đã hoàn thành ở Zuidas trong năm 2004.
- Mahler4 là trái tim của Zuidas, nằm giữa đại lộ Gustav Mahlerlaan, quảng trường Mahlerplein, đường cao tốc A10 và đại lộ Buitenveldertselaan.

Đây là một trong những dự án đầu tiên của Zuidas, trong đó gồm có dự án xây dựng văn phòng Trung ương của ABN-Amro Bank, tháp Ito-toren, SOM, Viñoly, Architecten Cie, UN Studio và Baker & McKenzie House.
Mahler4 đã được hoàn thành vào năm 2010.
- Gershwin nằm ở phía nam của Zuidas, ngay trực tiếp bên dưới của Mahler4. Khu vực này nằm giáp ranh với các đại lộ Boelelaan, Buitenveldertselaan, Gustav Mahlerlaan và Beethovenstraat.

Theo kế hoạch trong năm 2010 sẽ hoàn thành. 
- Kop Zuidas nằm giữa đại lộ Europaboulevard, cao tốc A10, kênh nước Kleine Wetering và đại lộ President Kennedylaan, chung quanh RAI (Trung tâm tổ chức triển lãm của Amsterdam). Kop Zuidas là một phần phía đông của Zuidas và một phần phía nam của Rivierenbuurt.

Theo kế hoạch trong năm 2012 sẽ hoàn thành.
- Vivaldi, cũng được gọi là công viên Drentepark, nằm ở phía nam vùng lân cận của đường cao tốc A10 và giữa các đại lộ Europaboulevard, Boelelaan, Beethovenstraat.

Vivaldi là một khu phố nằm giũa công viên Amstelpark (phía đông) và công viên Beatrixpark (phía tây). 
Công trình của dự án này bắt đầu xây dựng từ năm 2005.
- ZuidasDok, là hệ thống chủ yếu của khu vực Zuidas.

Trong đó có hệ thống 1.200m đường xe lửa và đường cao tốc hoàn toàn dưới lòng đất, giũa cầu Rozenoordbrug và cầu Schinkelbrug, mục đích nhằm để giảm bớt sự ùn tắc giao thông và có đủ diện tích để xây dựng những công trình bên trên đường hầm. 
Theo kế hoạch dự án này sẽ bắt đầu xây dựng vào năm 2011.

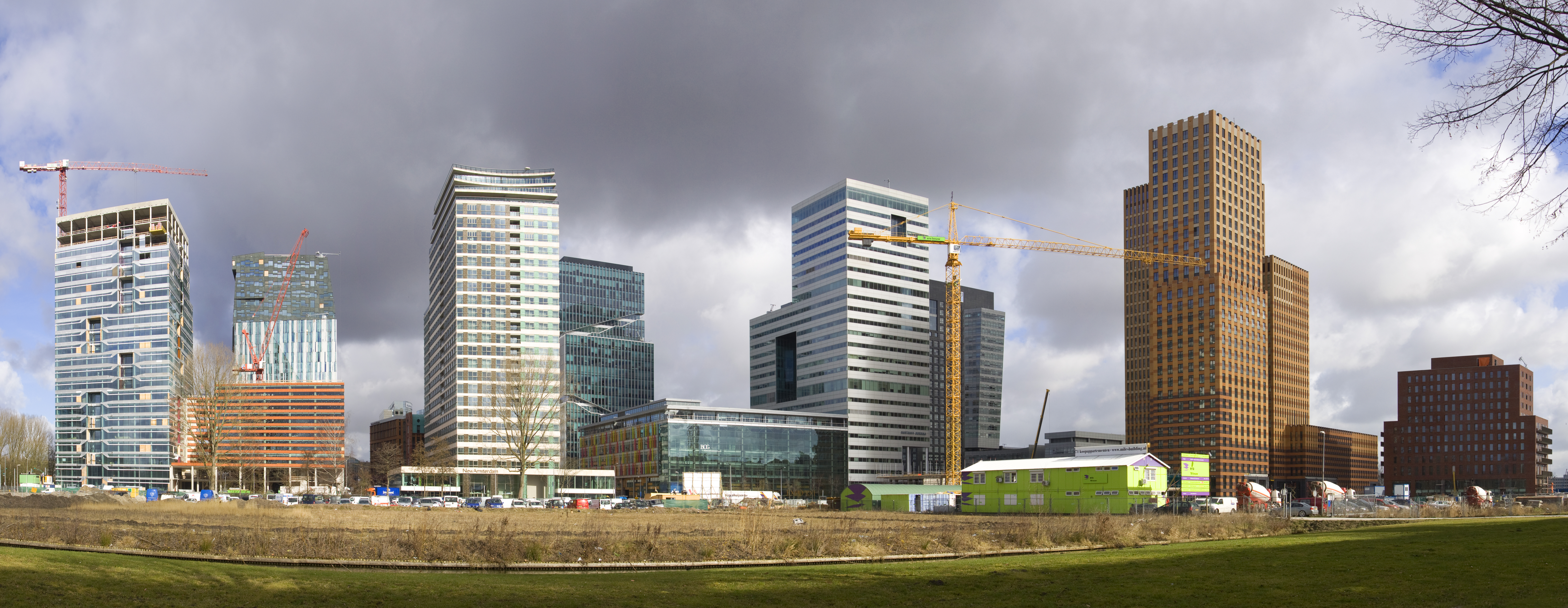
Zuidas (11-03-09)

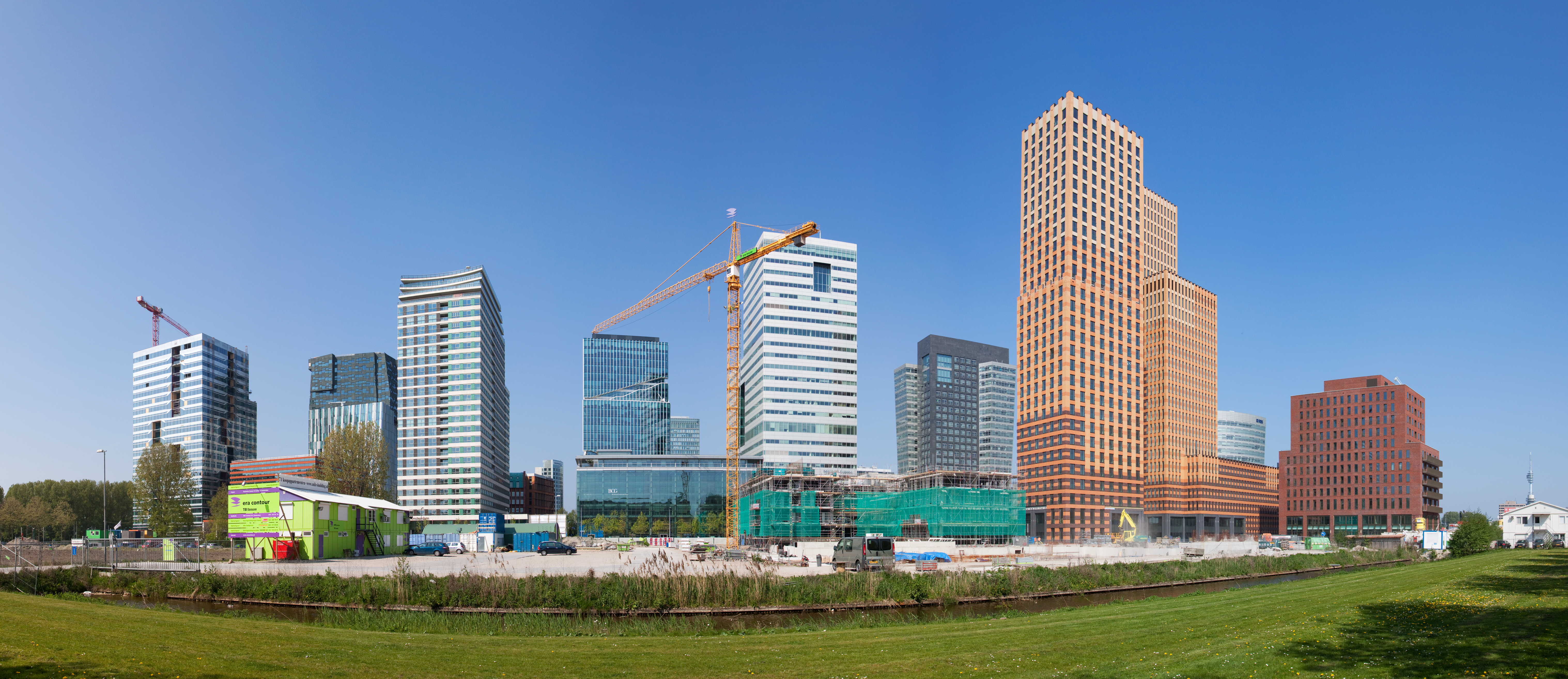
Zuidas (24-04-09)

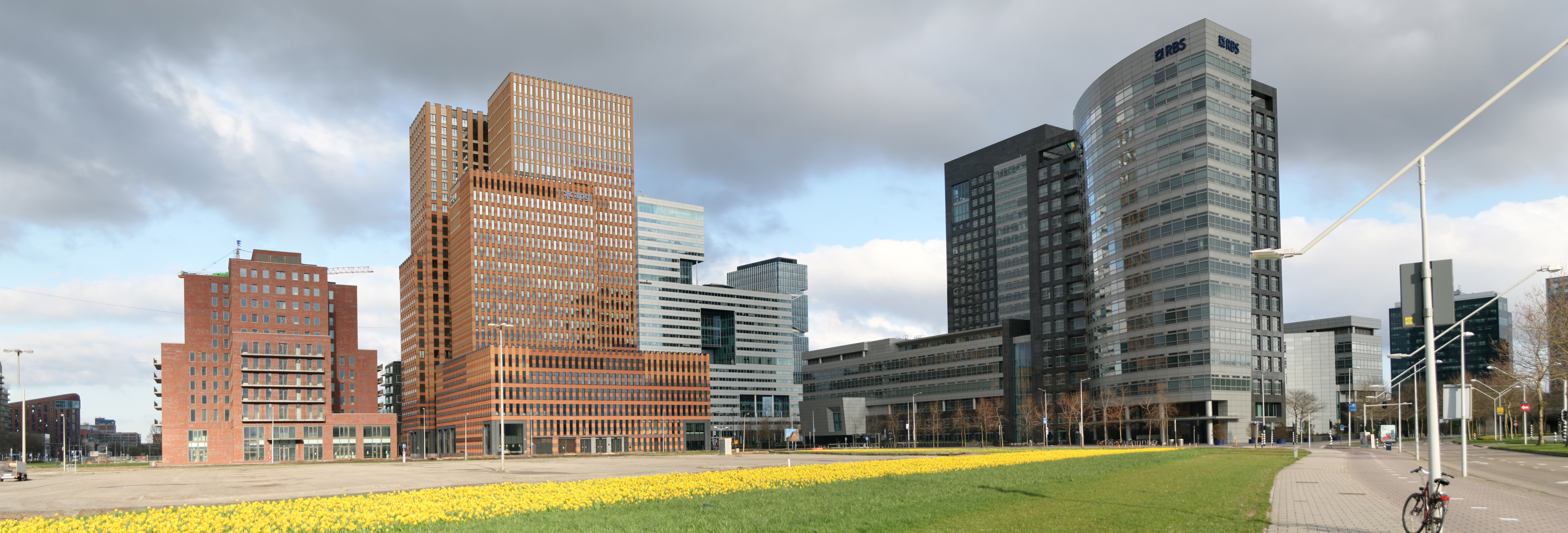
Zuidas (11-04-10)

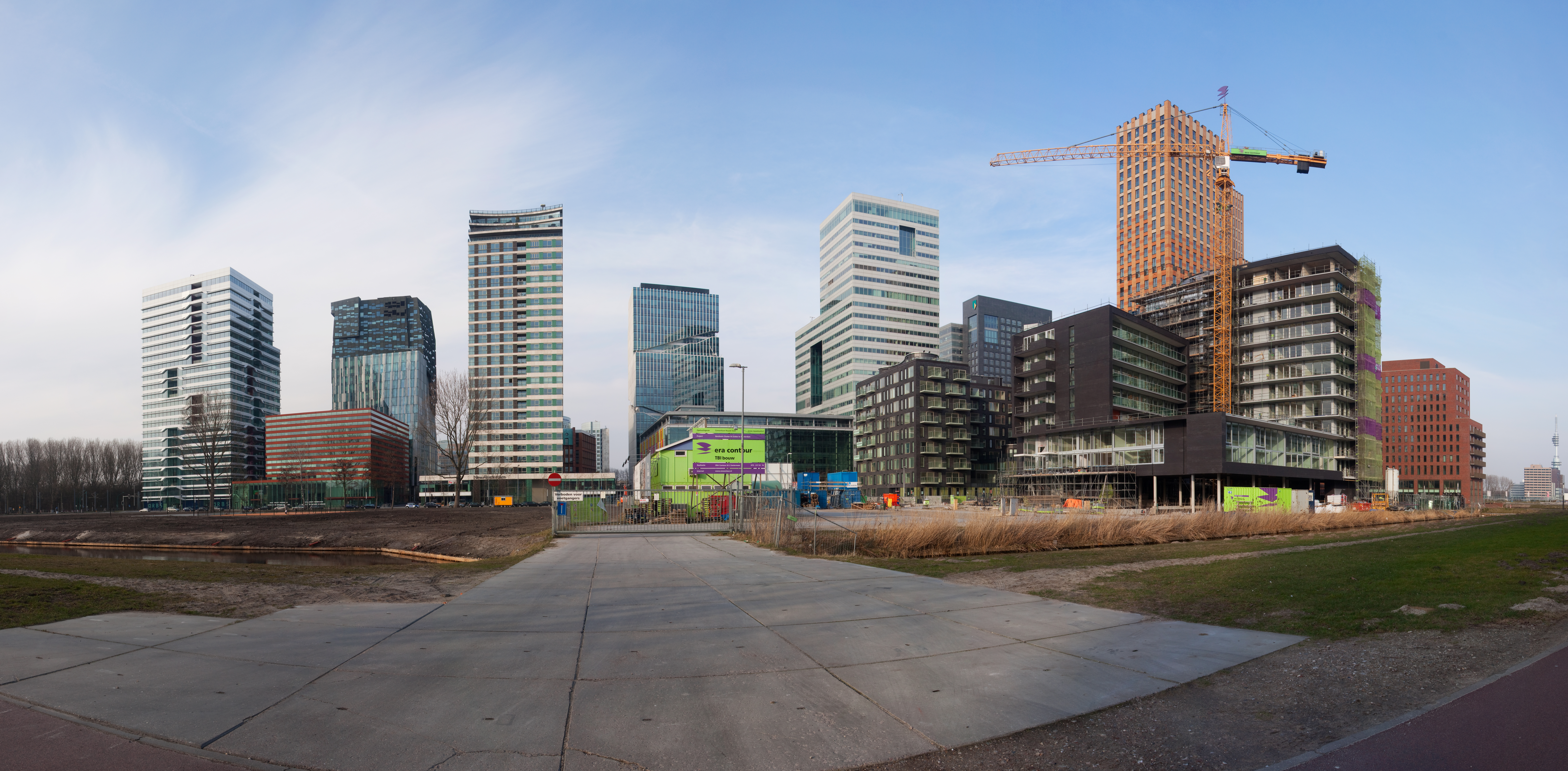
Zuidas (12-03-11)